# 東京エスムジカ
東京エスムジカ（とうきょうエスムジカ）は、日本のスリーピース・バンド。

## 概要
ボーカルの瑛愛、平得美帆と作曲・作詞の早川大地による3人で構成される。異国情緒に溢れた楽曲を特徴とする。当初はチベットなどのアジア諸国の音楽を前面に出した作品が多かったが、活動を続けていくうちにアフリカやヨーロッパなどの世界各国の音楽を取り込んだ作品を出すようになる。

## 略歴
2003年、東京都で東京エスムジカを結成する。
2004年5月19日、シングル『月凪』でInvitationからメジャー・デビュー。全国FM33局でパワープレイを獲得、新人アーティストのパワープレイの獲得数新記録となった。同年6月9日に放送された韓国のケーブルテレビ「Mnet」の番組『プライムコンサート』で「月凪」「陽炎」を日本語と韓国語で披露。日本語音楽解禁後の韓国において、初めてテレビの音楽番組で日本語で歌唱した日本人アーティストとなった。同年9月22日、アルバム『World Scratch』を日本、韓国、台湾の3国・地域で同時発売した。
2005年1月、フランス・カンヌで行われたMIDEM（国際音楽産業見本市）に参加。MIDEMへの出演がきっかけとなり、ドイツ国内最大手レーベルZyxと契約、ドイツ、オーストリア、スイスでもアルバムを発売した。
2006年2月22日、アルバム『Switched-on Journey』を発売。モンゴルのホーミー、インドネシアのガムラン、ルーマニアのジプシーらとそれぞれ現地でレコーディングを行った作品。その模様はスペースシャワーTVにて特集され、ジプシー・ブラス・バンド mahala rai bandaと共に東名阪のツアーを行う。同年6月、成田空港南ウイング開設に伴い、エアポート音楽大使に任命、音楽配信でのリリースが先行された最新曲「Going, on the Wing!!」は成田国際空港のイメージソングとなる。
2007年4月18日、アルバム『未完成旅行記』発売。同年6月12日、瑛愛と平得美帆の卒業が公式HPにて発表され、東京エスムジカは早川大地を中心に活動していくこととなる。瑛愛はYongAe、平得美帆はrica tomorlとして、それぞれソロ活動に専念。
2008年8月20日、早川大地のソロ・プロジェクトとして初のアルバム『World's end Wonderland』を発表。
2011年2月8日、ボサノヴァ音楽ユニット・bossaricaとイギリス人ディレクター/建築家 keiichi matsudaとのコラボレーションによる『SUPERNOVA』をTwitterにて発表、ミュージック・ビデオをYouTube、ニコニコ動画にて公開。
2011年2月、早川大地、YongAe、平得美帆それぞれのtwitter、blog上で再びオリジナルメンバーでの活動再開が告知される。6月、YongAeはソロ活動以外にボーカル・ディレクターやトレーナーとして韓流グループ『Apeace』を指導。同年3月19日、Song for Japan東日本大震災チャリティソング「誇り高く」がオリジナルメンバーにて発表される。この曲は6日間で制作された。同年10月1日、下北沢440にて再結成ライブ「three!!!」が行われ、チケットは完売で当日の模様はUSTで放送された。同年10月15日、石垣島にて「ゆんたくしよう」ライブが行われる。16日には「わらばぁーと子ども未来創造事業」に音楽部門で参加。「ふるさとがえり」脚本家・栗山宗大と平得美帆による「ふるさと」をテーマにした子供たちへの講演ディスカッションも行われた。
2012年1月29日、渋谷STAR LOUNGEにてワンマンライブ「SONG FOR JOURNEY」が行われる。同年6月6日、Akatsuki (feat. Tokyo Ethmusica)/★STAR GUiTARを収録したアルバムが発売。オリジナル・メンバー三人揃っての客演は初。同年11月18日、渋谷CHELSEA HOTELにてワンマンライブ「うたあしび おとあしび」が行われる。
2013年12月19日、オリジナル・メンバー三人としては6年ぶりのアルバム『Invitation to the new journey』 が発売される。
2014年1月18日、渋谷CHELSEA HOTELにてワンマンライブ「Invitation to the new ethmusica」が行われる。

## メンバー
- 早川大地

（はやかわ だいち。8月19日生。作曲・作詞・楽曲担当。東京都出身）
- YongAe

（よんえ。9月17日生。ボーカル担当、在日韓国人4世）
- 平得美帆

（ひらえ みほ。5月27日生。ボーカル担当。沖縄県石垣島出身）

## ディスコグラフィー

### シングル
1. 月凪 （2004年5月19日）[3]オリコン43位
  1. 月凪[3:59] - TBS系「日立 世界・ふしぎ発見!」主題歌
作詞：こだまさおり／作曲・編曲：早川大地
  2. 邂逅[5:05]
作詞・作曲・編曲：早川大地
  3. 陽炎 (韓国語ver)[4:07]
訳詞：瑛愛
2. 月夜のユカラ （2004年8月25日）[4]オリコン50位
  1. 月夜のユカラ[5:32]
作詞・作曲：早川大地／編曲：早川大地・佐藤“フィッシャー”五魚
  2. オレンジの実る頃[4:41]
作詞・作曲・編曲：早川大地
  3. 月凪 (韓国語ver)[3:59]
訳詞：瑛愛
3. ハッピー・エンド・レターズ （2005年3月9日）[5]オリコン115位
  1. ハッピー・エンド・レターズ[4:33] - TBS系「サンデージャポン」EDテーマ曲
作詞・作曲・編曲：早川大地
  2. 希望の帆を掲げ[3:46]
作詞・作曲・編曲：早川大地
  3. Yukara or a Story Under the Moonlight[5:30]
作詞：深井裕美子／作詞・作曲：早川大地
4. 風の行方（2005年10月19日）[6]オリコン73位
  1. 風の行方[4:41] - フジテレビ系「ウチくる!?」EDテーマ曲
作詞・作曲・編曲：早川大地
  2. day by day ～feat.mahala rai banda～[4:13]
作詞・作曲：早川大地／編曲：早川大地・mahala rai banda
  3. 艶姿[3:19]
作詞・作曲・編曲：早川大地
  4. 艶姿 ～another story～[3:39]
  5. （エンハンスド）「月凪」「ケモノ」「Standing On the Ground」/海外レコーディング（モンゴル/インドネシア）&マハラ・ライ・バンダとのセッション映像　※初回限定盤のみ[7]
5. 君と見てた未来（2006年1月25日）[8]オリコン186位
  1. 君と見てた未来[4:21]
作詞・作曲・編曲：早川大地
  2. 氷の刃[4:31]
作詞・作曲・編曲：早川大地
  3. 綺羅 (Korean version)[3:34]
訳詞：瑛愛
  4. （エンハンスド）2005年10月 Urban Folklore Specialより 「月夜のユカラ」LIVE映像　※初回限定盤のみ[9]

### アルバム
1. 月凪 ～the world of eth-musica～ （2004年1月21日）[10]オリコン250位
  1. 紺碧の空を後にして[4:16]
作詞：こだまさおり／作曲・編曲：早川大地
  2. ケモノ[4:01]
作詞：こだまさおり／作曲・編曲：早川大地
  3. 陽炎[4:05]
作詞：こだまさおり／作曲・編曲：早川大地
  4. 綺羅[3:38]
作詞：こだまさおり／作曲・編曲：早川大地
  5. 雨音がサヨナラのメロディを[5:50]
作詞：こだまさおり／作曲・編曲：早川大地
  6. largo2004 (Instrumental)[2:16]
作曲・編曲：早川大地
  7. ポレポレ[4:00]
作詞：こだまさおり／作曲・編曲：早川大地
2. World Scratch（2004年9月22日）[11]オリコン30位
  1. 月影のワヤン[4:37]
作詞・作曲・編曲：早川大地
  2. 月凪[3:58]
  3. 泥の花[4:11]
作詞・作曲・編曲：早川大地
  4. Standing On the Ground[5:42]
作詞・作曲：早川大地／編曲：早川大地・佐藤“フィッシャー”五魚
  5. オレンジの実る頃[4:38]
  6. Vida[4:42]
作詞・作曲・編曲：早川大地
  7. World Strut[3:32]
作曲・編曲：早川大地
  8. レンガ通り[3:45]
  9. 邂逅[5:05]
  10. 百万年の愛の歌[4:28]
作詞・作曲・編曲：早川大地
  11. 月夜のユカラ[5:29]
  12. 始まりに向けて[5:33]
作詞：東京エスムジカ／作曲・編曲：早川大地
3. 月凪 ～the world of eth-musica primitive～ （2005年11月23日）[12]
  1. 紺碧の空を後にして[4:14]
  2. 月凪 ～primitive version～[3:52]
  3. 陽炎[4:01]
  4. 綺羅[3:35]
  5. 雨音がサヨナラのメロディを[5:47]
  6. largo2004 (Instrumental)[2:16]
  7. ケモノ[4:00]
  8. ポレポレ[3:57]
4. Switched-on Journey （2006年2月22日）[13]オリコン128位
  1. 風の行方[4:42]
  2. 月衣[3:54]
  3. Shanghai Fakers[4:30]
  4. Soundscape of Mongolia (interlude)[0:31]
  5. One Thousand Words[4:10]
  6. 永遠の草原[3:12]
  7. 希望の帆を掲げ[3:38]
  8. Soundscape of Jogja (interlude)[0:21]
  9. 氷の刃[4:36]
  10. Gamelan Gamelan[3:43]
  11. 艶姿[3:28]
  12. Soundscape of Clejani (interlude)[0:25]
  13. 君と見てた未来[4:22]
  14. 銀の羽[5:24]
  15. ハッピー・エンド・レターズ[4:33]
  16. Song for Journey[5:20]
  17. （エンハンスド）その1 "夢幻旅行"海外ドキュメント映像!/その2 オフ・ショット・イン・"夢幻旅行"/その3 シングル「風の行方」&「君と見てた未来」PVメドレー映像!　※初回限定盤のみ[14]
5. 未完成旅行記（2007年4月18日）[15]オリコン166位
  1. Going,on the Wing!![4:28]
  2. 月だけが照らす町[5:25]
  3. 砂漠のカフェで会いましょう[3:42]
  4. 鼓動[3:06]
  5. One Thousand and One Nights[3:38]
  6. Heartbeat[0:33]
  7. Cahaya[3:22]
  8. Hello Hello[3:27]
  9. Dear Travelers[4:49]
  10. 旅立ちに向けて[4:18]
6. World's end Wonderland（2008年8月20日）[16]
7. Invitation to the new journey（2013年12月19日）